# El Correo Español (Buenos Aires)
El Correo Español fue un periódico editado en la ciudad argentina de Buenos Aires entre 1872 y 1905.

## Descripción
El primer número del periódico, fundado por Enrique Romero Jiménez, salió a la luz en 1872. Se trató de la más longeva de las variadas  publicaciones periódicas relacionadas con los inmigrantes españoles que aparecieron en Buenos Aires. Escrito en castellano, cesó su publicación en 1905. Tras su desaparición comenzó la andadura de El Diario Español, de la mano de Justo Sanjurjo López de Gómara.